# Grand Flambeau
Il Grand Flambeau (3.566 m s.l.m.) è una montagna del Massiccio del Monte Bianco. Si trova lungo la linea di confine tra l'Italia e la Francia e lungo lo spartiacque del massiccio.
Poco più a nord separato dal Col des Flambeaux si trova il Petit Flambeau (3.440 m).

## Caratteristiche
È la prima elevazione che si trova ad occidente della Punta Helbronner lungo la cresta che sale verso la Tour Ronde passando per l'Aiguille de Toula e l'Aiguille d'Entrèves.
Il toponimo significa grande torcia.

## Salita alla vetta
Data la vicinanza alla Punta Helbronner dove arriva la Funivia dei Ghiacciai la vetta della montagna è facilmente raggiungibile. Tuttavia non bisogna dimenticarsi di essere in mezzo al ghiacciaio con tutte le insidie che può riservare.